# Чмут, Тарас Николаевич
Тарас Николаевич Чмут (укр. Тарас Миколайович Чмут; род. 13 октября 1991, Коростышев, Житомирская область) — украинский военный аналитик, сержант резерва морской пехоты ВМСУ, волонтёр, участник российско-украинской войны. Основатель «Украинского милитарного центра». Глава фонда «Вернись живым» (с 2020 года).

## Биография
Родился 13 октября 1991 года в Коростышеве Житомирской области. Отец — предприниматель. Мать работает в международной организации.
В 2008 году, в возрасте 16 лет, стал соучредителем «Украинского Милитарного Портала».
Поступил в Институт аэронавигации Национального авиационного университета и учился по специальности «комплексы пилотажно-навигационного оборудования».
Являлся координатором гражданской сети ОПОРА в Житомирской области.

### Российско-украинская война
С началом российско-украинской войны активно помогал Вооружённым силам Украины как волонтёр, был координатором проекта «Милитарная помощь», созданного командой «Украинского милитарного портала».
В 2015 году завершил магистратуру, получил квалификацию научного работника по направлению «авионика», после чего принял решение поступить в ряды ВСУ. Документы оформлял два месяца — в военкомате его сначала не допускали к службе в морской пехоте по состоянию здоровья, а отправляли служить на срочную службу, но он добился своего. По контракту служил в 501-м отдельном батальоне морской пехоты на должности стрелка. Уже находясь на службе, не прекратил волонтерскую деятельность и работал над задачей обеспечить снайперов десантно-штурмовой роты батальона модернизированными снайперскими винтовками СВД — планировалось закупить современные оптические прицелы с креплениями, глушители, сошки с базами, буферы отдачи, лазерные дальномеры. С первого дня службы вёл «Дневник морпеха», которым выносил обсуждение внутренних проблем батальона на широкую общественность. Поэтому имел напряженные отношения с командованием, и в конце сентября 2015 года его вывели из зоны боевых действий по приказу командующего АТО. Тараса перевели на штабную должность в Николаеве, где размещалось подразделение, поскольку не смогли уволить согласно условиям контракта. В мае 2016 года Тарас, преодолевая сопротивление бюрократии и командования, перевелся в 137-й батальон морской пехоты в Одессе. К тому времени он уже успел пройти курсы теоретической и практической подготовки для сержантов от британских инструкторов, в частности, как оператор американского беспилотника RQ-11 Raven. Подготовка проходила в том числе в зоне боевых действий на Донбассе. В Одессе являлся командиром отделения беспилотной авиации, но после учёбы на подразделение Чмута беспилотников не хватило. Затем Тарас прошёл ещё три курса от британцев: минная безопасность, инструкторские курсы и лидерство и медицина. Участвовал в учениях « Си Бриз- 2016», после которых отправился на месячный курс инструкторов НАТО в Литве и получил сертификат инструктора. После Литвы Тарас в составе батальона отправился в зону боевых действий, где пробыл с октября 2016 года по июнь 2017 года.
Прослужил в морской пехоте 2,5 года, был командиром взвода разведки 137 батальона. Участвовал в боях под Широкино и Павлополем. Уволился из рядов ВСУ в 2017 году в звании сержанта.
После демобилизации работал в «Украинском милитарном портале», стал соучредителем аналитического отдела фонда «Вернись живым». На июль 2020 года являлся руководителем этого отдела. 24 ноября 2020 г. стал руководителем фонда.
В 2022 году награждён медалью «Защитнику Отчизны».

## Интересы
Любимый фильм — «Мы были солдатами» о войне США во Вьетнаме.

### Интервью
- Військовослужбовець-волонтер Тарас Чмут розповів Житомир.info про волонтерську діяльність та конфлікт з командуванням // zhitomir.info, 28 вересня 2015
- Станіслав Козлюк, Морпіх і його щоденники // Український тиждень, 18 березня 2018
- Надія Суха, Військовий експерт Тарас Чмут: Заяви про повернення ядерного статусу для України — відвертий популізм // Українська правда, 18 липня 2019
- Ірина Левицька, Армія готова до війни. Це найважливіший здобуток із 2014 року // gazeta.ua, 21 липня 2020
- Олександр Тереверко, Новорічне бажання «під ялинку» від фонду «Повернись живим» // АрміяInform, 5 січня 2021
- Ольга Омельянчук, Данило Павлов, Повернись живим: Тарас Чмут — про те, як волонтерство трансформувалось у професійну благодійність і чому важливо підтримувати моду на допомогу іншим // theukrainians.org, 17 січня 2021
- Анастасія Рінгіс, Чому українські військові йдуть з армії. Інтерв’ю з морпіхом, керівником фонду «Повернись живим» Тарасом Чмутом // Українська правда, 27 травня 2021